# 青い理髪舘
青い理髪舘（旧小林理髪舘）（あおいりはつかん［きゅうこばやしりはつかん］）は、長崎県島原市にある和洋折衷建築。国の登録有形文化財に登録されており、工房モモが運営するカフェおよびギャラリーとして公開されている。1階カフェには理髪店として営業していた当時の3連の鏡面台や椅子が残されている。

## 建築概要
- 設計 - 不詳
- 竣工 - 1923年（大正12年）
- 構造・規模 -木造、寄棟造、桟瓦葺、地上総2階建、間口3間（5.9ｍ）、奥行4.5間（8.9ｍ）、外壁下見板張ペンキ塗、建物前方部2.5間（4.9ｍ）が洋風、後方部2間（3.9ｍ）が和風の、和洋折衷の前後並列型の建築。
- 建築面積 - 60平方メートル
- 所在地 - 長崎県島原市上の町888-2
- 備考 - 国の登録有形文化財（2003年〈平成15年〉7月1日登録）

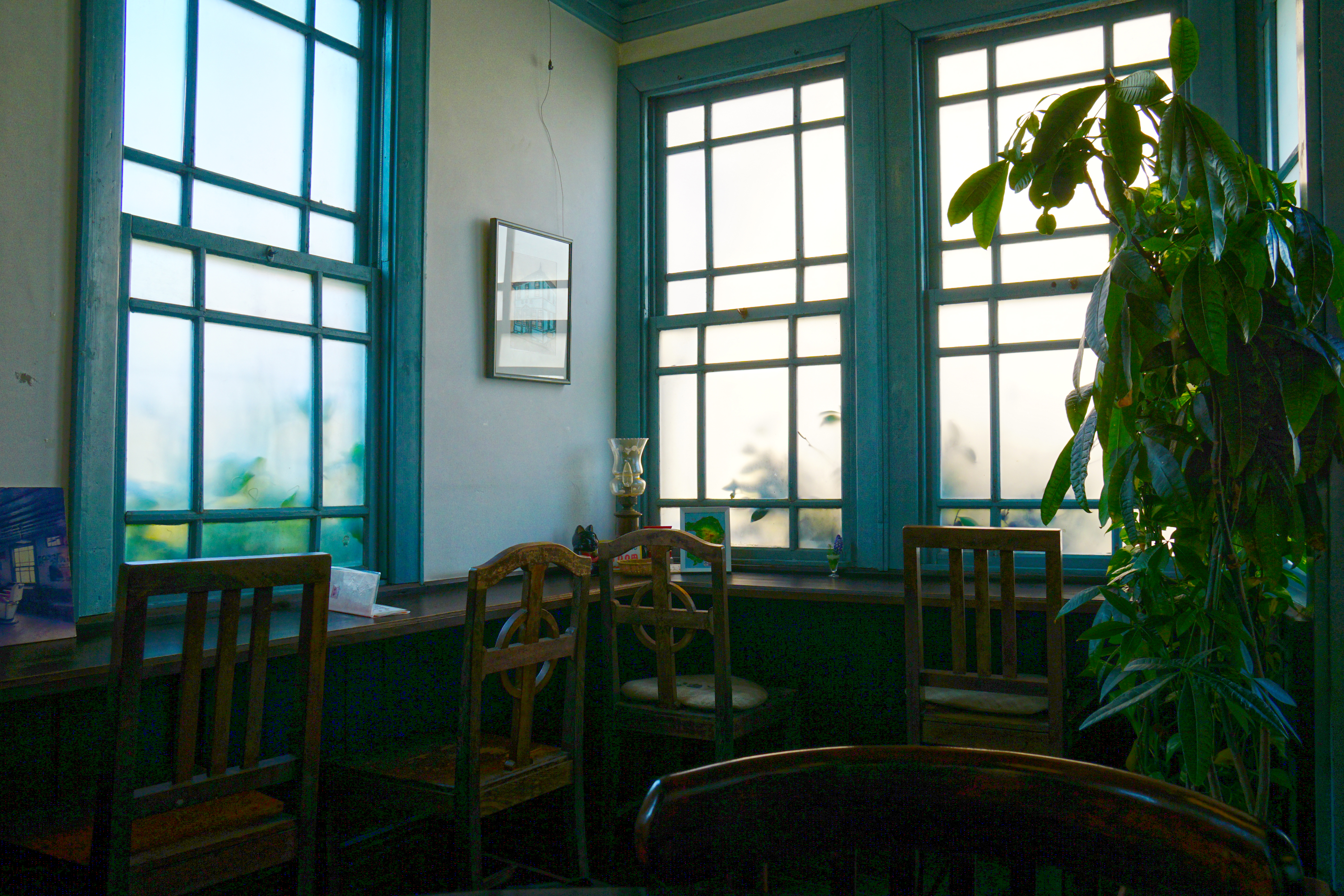
館内
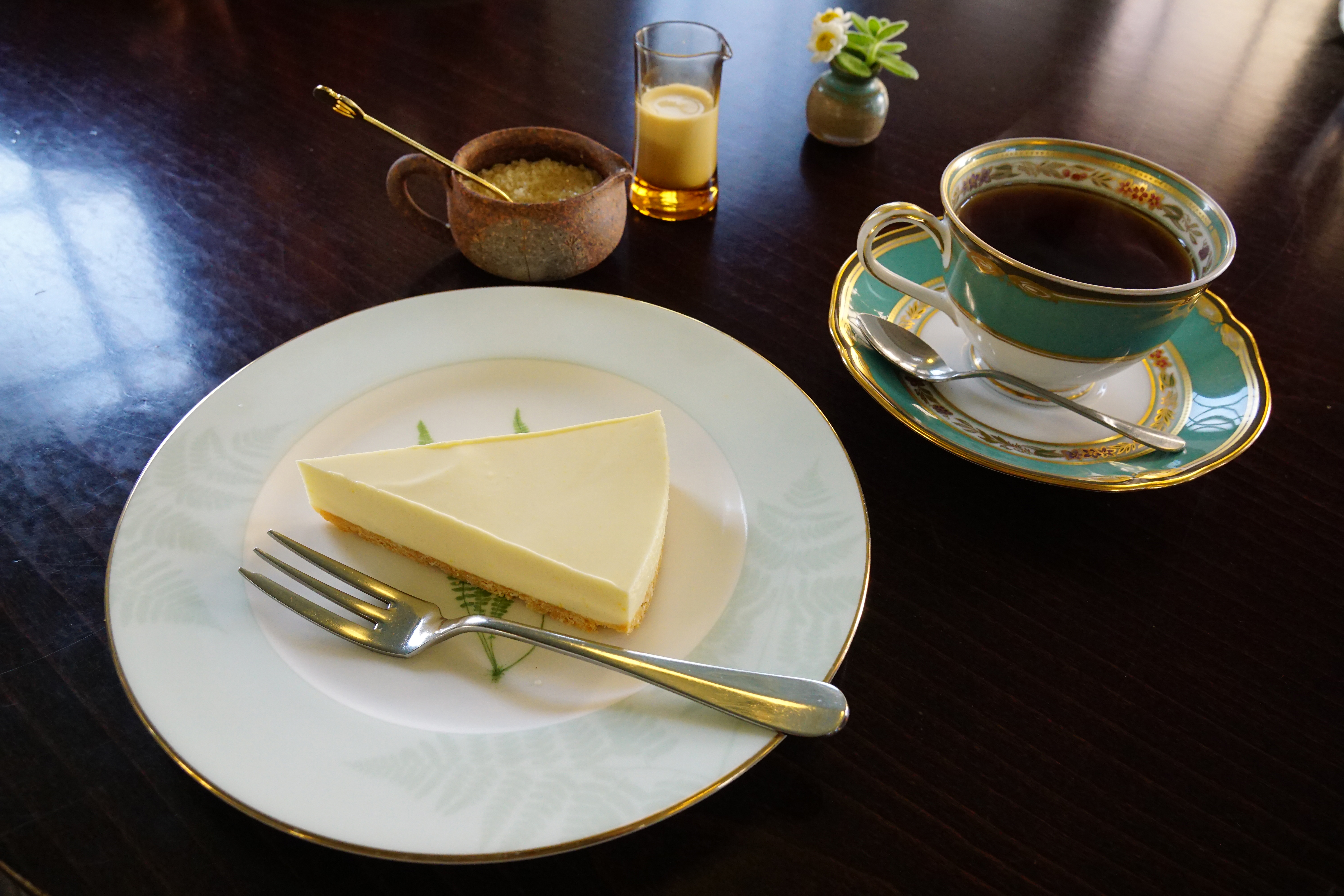
カフェにて

## 交通アクセス
- 島原鉄道 島原駅 徒歩5分

## 周辺
- 島原城
- 森岳商店街 - 猪原金物店、絃燈舎、森岳酒蔵、宮崎商店、佐久間邸跡（以上は国の登録有形文化財）